# Cardale Babington
Charles Cardale Babington (23. listopadu 1808 Ludlow – 22. července 1895 Cambridge) byl anglický botanik a entomolog.

## Život a kariéra
Byl synem Josepha Babingtona a Cathériny rozené Whitterové, a synovcem Thomase Babingtona Macaulaye. Studoval na St John's College, studia dokončil roku 1833. Roku 1861 získal místo na katedře botaniky University of Cambridge. Roku 1866 se oženil s Annou Marií Walker.
Babington byl členem několika vědeckých společností: Botanical Society of Edinburgh, Linnean Society of London , Geological Society of London, Královské společnosti (1851) a spoluzakládal Royal Entomological Society.

## Dílo
- Manual of British Botany (1843)
- Flora of Cambridgeshire (1860)
- The British Rubi(1869)

Editoval Annals and Magazine of Natural History od roku 1842. Cambridgeská univerzita uchovává jeho herbář a knihovnu.